# Grand Prix Afrique
De Grand Prix Afrique, oorspronkelijk de Grand prix littéraire d'Afrique noire is een literaire prijs die elk jaar wordt uitgereikt door de Association des Écrivains de Langue Française - ADELF, de Vereniging van schrijvers in de Franse taal, voor een Franse tekst uit Sub-Sahara Afrika. De prijs bedroeg oorspronkelijk 2.000 Franse frank. Het is een van de belangrijkste literaire prijzen van Zwart Afrika voor Franstalige literatuur.

## Winnaars
- 1961: Aké Loba (Ivoorkust) voor Kocumbo, l'étudiant noir
- 1962: Cheikh Hamidou Kane (Senegal) voor L'Aventure ambiguë
- 1963: Jean Ikellé Matiba (Kameroen) voor Cette Afrique-là
- 1964: Birago Diop (Senegal) voor Contes et savanes
- 1965: Bernard Dadié (Ivoorkust) voor Patron de New-York
- 1965: Seydou Badian Kouyaté (Mali) voor Les dirigeants africains face à leurs peuples
- 1966: Olympe Bhêly-Quenum (Benin) voor Le chant du lac
- 1967: Francis Bebey (Kameroen) voor Le fils d'Agatha Moudio
- 1967: Francois Borgia Marie Evembé (Kameroen) voor Sur la terre en passant
- 1967: Jean Pliya (Benin) voor Kondo, le requin
- 1968: Bernard Dadié (Ivoorkust) voor La ville où nul ne meurt
- 1968: Francis Bebey (Kameroen) voor Le fils d'Agatha Moudio
- 1969: Ahmadou Kourouma (Ivoorkust)  voor Le soleil des indépendances
- 1969: Guy Menga (Congo-Brazzaville) voor La palabre stérile
- 1970: Boubou Hama (Niger) voor Kotia Nima
- 1971: Massa Makan Diabaté (Mali) voor Janjon
- 1971: Abbé Pierre Mviena (Kameroen) voor L'Univers culturel et religieux du peuple Béti
- 1972: Henri Lopès (Congo-Brazzaville) voor Tribaliques
- 1973: Alioum Fantouré (Guinee) voor Le cercle des tropiques
- 1974: Amadou Hampâté Bâ (Mali) voor L'Étrange destin de Wangrin
- 1975: Étienne Yanou (Kameroen) voor L'Homme Dieu de Bisso
- 1976: Aoua Keïta (Mali) voor Femmes d'Afrique
- 1977: Sory Camara (Guinee) voor Gens de la parole: essai sur les griots malinké
- 1978: Idé Oumarou (Niger) voor Gros plan
- 1979: Lamine Diakhate (Senegal) voor Chalys d'Harlem
- 1980: Aminata Sow Fall (Senegal) voor La grève des bàttu
- 1981: Jean-Marie Adiaffi (Ivoorkust) voor La carte d'identité
- 1982: Frédéric Titinga Pacéré (Burkina Faso) voor La poésie des griots: poèmes pour l'Angola
- 1982: Mariama Bâ (Senegal) voor Un chant écarlate
- 1982: Yodi Karone (Kameroen) voor Nègre de paille
- 1983: Sony Labou Tansi (Congo-Brazzaville) voor L'Anté-peuple
- 1984: Modibo Sounkalo Keita (Mali) voor L'Archer bassari
- 1985: Edem Kodjo (Togo) voor Et demain l'Afrique
- 1985: Jean-Pierre Makouta-Mboukou (Congo-Brazzaville) voor Introduction á l'étude du roman négro-africain
- 1986: Désiré Bolga Baenga (Congo-Kinshasa) voor Cannibale
- 1986: Tierno Monénembo (Guinee) voor Les écailles du ciel
- 1987: Jean-Baptiste Tati Loutard (Congo-Brazzaville) voor Le Récit de la mort
- 1988: Emmanuel Dongala (Congo-Brazzaville) voor Le feu des origines
- 1989: Victor Bouadjio (Frankrijk) voor Demain est encore loin
- 1990: Ahmadou Kourouma (Ivoorkust) voor  Monnè, outrages et défis
- 1991: Amadou Hampâté Bâ (Mali) voor Amkullel, l'enfant peul en zijn gehele oeuvre
- 1991: Kama Sywor Kamanda (Congo-Kinshasa) voor La nuit des griots
- 1992: Patrick Ilboudo (Burkina Faso) voor Le héraut têtu
- 1993: Maurice Bandaman (Ivoorkust) voor Le fils de la femme mâle
- 1994: Calixthe Beyala (Kameroen) voor Maman a un amant
- 1995: Sylvain Ntari-Bemba (Congo-Brazzaville) voor zijn gehele oeuvre
- 1996: Abdourahman A. Waberi (Djibouti)
- 1996: Léopold Sédar Senghor (Senegal) voor Anthologie de la nouvelle poesie nègre et malgache de langue francaise
- 1996: Abdourahman A. Waberi (Djibouti) voor Le serpent à plumes
- 1997: Daniel Biyaoula (Congo-Brazzaville) voor L'Impasse
- 1997: Ousmane Sembene (Senegal) voor zijn gehele oeuvre
- 1998: Gaston-Paul Effa (Kameroen) voor Mâ
- 1999: Ken Bugul (Benin) voor Riwan ou le chemin de sable
- 2000: Boubacar Boris Diop (Senegal) voor zijn gehele oeuvre
- 2001: Kossi Efoui (Togo) voor La fabrique de cérémonies
- 2002: Patrice Nganang (Kameroen) voor Temps de chien
- 2003: Kangni Alem (Togo) voor Cola cola jazz
- 2004: Sami Tchak (Togo) voor La fête des masques
- 2005: Véronique Tadjo (Ivoorkust) voor Reine Pokou
- 2006: Edem Awumey (Togo) voor Port Mélo
- 2007: Bessora (Gabon) voor Cueillez-moi jolis messieurs...
- 2008: Jean Divassa Nyama (Gabon) voor La vocation de dignité
- 2009: In Koli Jean Bofane (Congo-Brazzaville) voor Mathématiques congolaises
- 2010: Gabriel Mwéné Okoundji (Congo-Brazzaville) voor L’Âme blessée d’un éléphant noir
- 2011: Léonora Miano (Kameroen) voor haar gehele oeuvre
- 2012: Venance Konan (Ivoorkust) voor Edem Kodjo, un homme, un destin
- 2013: Augustin Emane (Gabon) voor Albert Schweitzer, une icône africaine
- 2014: Eugène Ébodé (Kameroen) voor Souveraine magnifique.
- 2015: Hemley Boum (Kameroen) voor Les maquisards
- 2016: Blick Bassy (Kameroen) voor Le Moabi cinéma
- 2017: Aristide Tarnagda (Burkina Faso) voor Terre rouge
- 2018: Timba Bema (Kameroen) voor Les seins de l’amante
- 2018: Armand Gauz (Ivoorkust) voor Camarade Papa
- 2019: niet toegekend[4]
- 2020: niet toegekend
- 2021: niet toegekend
- 2022: Nétonon Noël Ndjékéry (Tsjaad) voor Il n'y a pas d'arc-en-ciel au paradis
- 2023: Dibakana Mankessi (Congo-Brazzaville) voor Le Psychanalyste de Brazzaville
- 2024: Hemley Boum (Kameroen) voor Le rêve du pêcheur